# Rhizoid

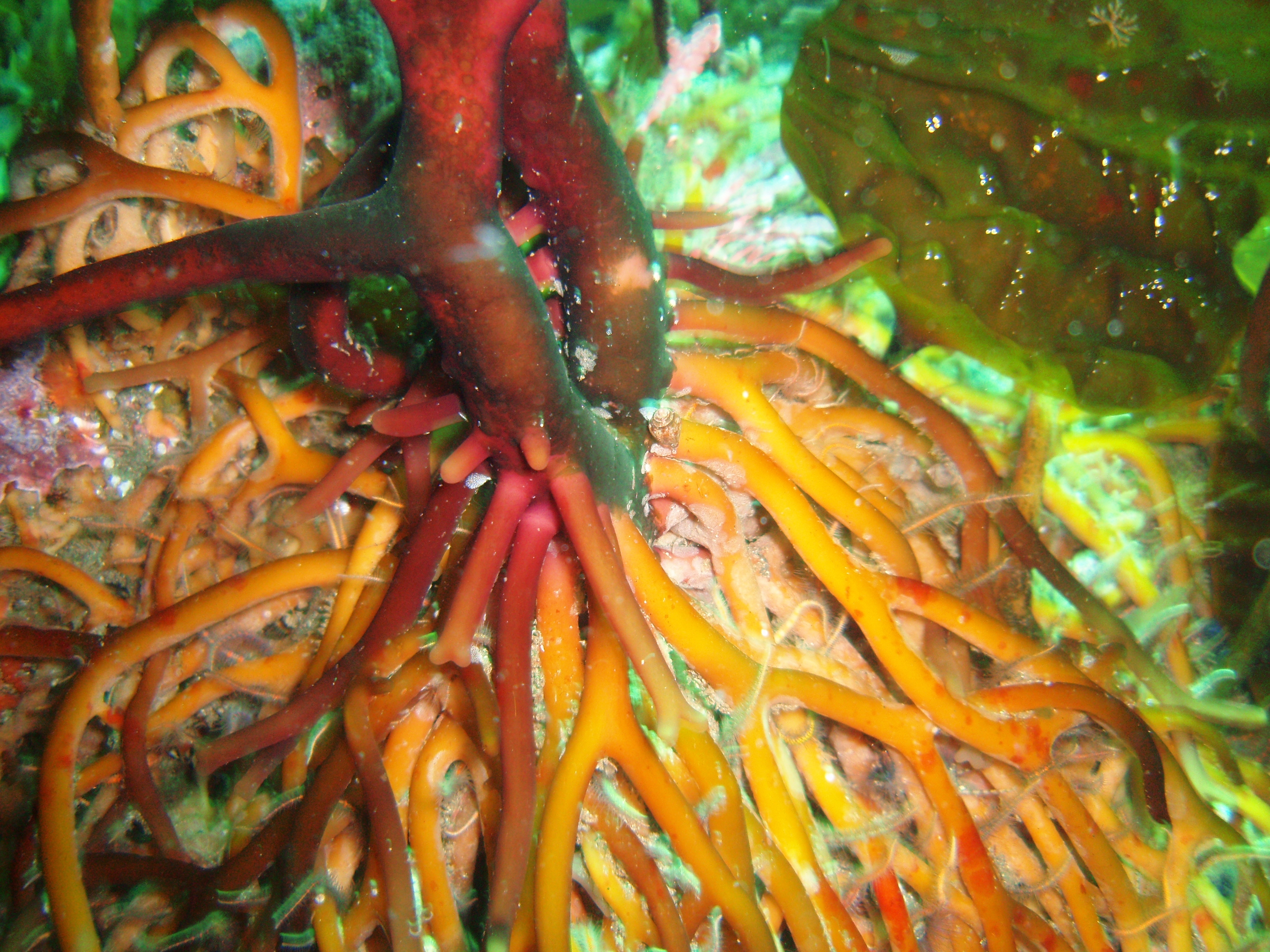
Rhizoide einer Braunalge

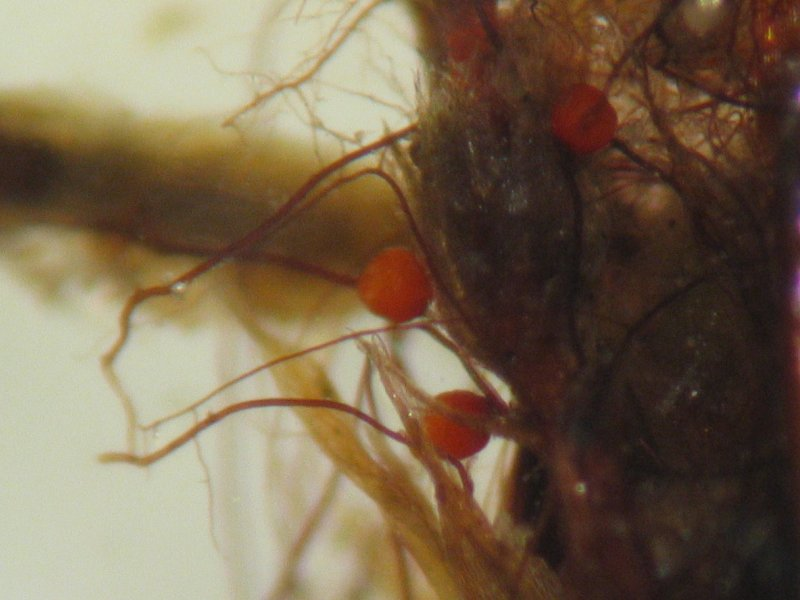
Moos-Rhizoide von Bryum subapiculatum

Rhizoide sind ein- oder mehrzellige wurzelersetzende Haarbildungen der Thallophyten. Sie kommen bei hochentwickelten Algen, Pilzen und Moosen vor, außerdem beim Gametophyten der Farnartigen Pflanzen. Bei Algen dienen sie vor allem der Verankerung am Untergrund (beispielsweise Boden, Holz und Rinde, Gestein, Muschelschalen oder große Algen). Rhizoide sind meist einfacher aufgebaut als Wurzeln und enthalten kein spezialisiertes Leitgewebe.
Unter den Algen besitzen die Armleuchteralgen und viele Braunalgen Rhizoide. Bei den zu den Braunalgen gehörenden Laminariales sind diese Haftorgane oft derb, vielzellig und hoch differenziert.
Bei Laubmoosen bestehen die Rhizoide aus Filamenten von Einzelzellen, bei Leber- und Hornmoosen aus langen, tubulären (schlauchförmigen) Einzelsträngen.
Auch bei einigen wurzellosen Samenpflanzen, zum Beispiel den Wasserschläuchen, kommen Rhizoide vor.